# Conchoïdaal
Het woord conchoïdaal (Grieks: κόγχος (kongchos), schelp) verwijst in de breukleer naar het schelpvormige breukvlak van amorfe mineralen, dat wil zeggen, mineralen met een niet-geordende kristalstructuur. Het conchoïdale of schelpvormig breuktype is meest voorkomend. Als een mineraal volgens dit type breekt, ontstaan fragmenten die eruitzien als gebroken glas. 
Voorbeeld van mineralen met deze breukvoorkeur is het veel voorkomende kwarts en obsidiaan. Verder komt een conchoïdaal breukvlak voor bij robijn en vuursteen. Bij vuursteen is deze materiaaleigenschap in het paleolithicum gebruikt voor het maken van onder andere vuistbijlen.